# Cristofor I. Simionescu
Cristofor I. Simionescu (n. 17 iulie 1920, Dumbrăveni, în fostul județ Botoșani, – d. 6 august 2007, București) a fost un inginer chimist român, membru titular (1963) al Academiei Române, membru de onoare al Academiei de Științe a Moldovei. Specialist în domeniul chimiei macromoleculare, a efectuat studii în domeniul chimiei lemnului și celulozei, al polimerilor și al copolimerilor grefați. Cristofor I. Simionescu are contribuții științifice și în domeniul tehnologiei chimice a celulozei, hârtiei și fibrelor artificiale. Este autor a numeroase lucrări științifice.
Membru corespondent (2 iulie 1955) și membru titular (21 martie 1963) al Academiei Române; vicepreședinte al Academiei Române (1 martie 1974 - 2 februarie 1990) și vicepreședinte cu delegație de președinte al Academiei Române (3 iunie 1977 - 19 martie 1980); președinte al Filialei Iași a Academiei Române (1963 - 1974 și 1989 - 2001).

## Biografie
A fost fiu de învățător. A făcut studii liceale la Suceava și Iași iar studiile superioare la Facultatea de Chimie Industrială a Institutului Politehnic din Iași. În 1948 și-a susținut teza Contribuții la cunoașterea uleiurilor vegetale indigene, obținând titlul de doctor inginer în științe chimice. A fost preparator (1943), asistent (1944-1948), conferențiar (1948-1951), profesor de chimie macromoleculară și șef de catedră (din 1952), director de studii (1949-1951), prorector (1951-1952) și rector (1953-1976) la Institutul Politehnic "Gh. Asachi" din Iași; șef al Secției de Chimie Macromoleculară (1956-1970) și director (1970-2000) al Institutului de Chimie Macromoleculară "P. Poni" din Iași. Paralel cu activitatea didactică, desfășoară o bogată muncă științifică, efectuând și conducând numeroase cercetări în domenii ale chimiei organice și macromoleculare, chimiei lemnului și stufului, chimiei și tehnologiei celulozei, chimiei polizaharidelor, mecanochimiei polimerilor, plasmochimiei, sintezei și studiului unor precursori ai materiei vii etc.
Este autorul unor studii privitoare la speciile de lemn ce cresc pe teritoriul României, mai ales speciile cu dezvoltare rapidă (plop, salcie), în vederea valorificării materiilor prime, și al unor cercetări privind tehnologia hârtiei (procedeul alcalin de încleiere a hârtiei), obținerea hârtiilor sintetice și semisintetice și a hârtiei cu proprietăți speciale. De numele său se leagă contribuțiile aduse la sinteza mecanochimică a compușilor macromoleculari (poliamide-poliesteri), complexarea cu metale pentru obținerea polimerilor semiconductori, grefarea compușilor macromoleculari pe cale mecano-chimică. A dezvoltat chimia de sinteză a unor compuși macromoleculari proveniți din acetilenă și derivați cu proprietăți semi- și fotoconductoare. A elaborat teoria conducției în compuși organici. De mare însemnătate sunt cercetările în domeniul copolimerizării și al obținerii copolimerilor secventați. A inițiat cercetări într-un nou domeniu: sinteza polimerilor prin metode ionice pe cale electrochimică. Este autorul unor studii privitoare la structura fizică a compușilor macromoleculari naturali și sintetici, efectuate pe calea degradării menajate a polimerilor: hidroliză, degradare termică.
Rezultatele cercetărilor sale le-a făcut cunoscute în numeroase cărți și studii, între care: 
- Chimia lemnului în R.P.R. (1964)
- Chimia stufului (1966)
- Mecanochimia compușilor macromoleculari (1967)
- Stadiul actual al cercetării din domeniul grefării celulozei (1967)
- Fracționarea compușilor macromoleculari (1969)
- Chimia lemnului și a celulozei (2 vol., 1972-1973)
- Chimia lemnului în România. Plopul și salcia (1973)
- Tratat de chimia compușilor macromoleculari (4 vol., 1973-1993)
- Chimia algelor marine (1974)
- Polimeri bicompatibili și biologic activi (1980)
- Enzime (1980)
- Proteine (1982)
- Originea vieții (1983)
- Chimie macromoleculară (1985)
- Poliacetilene (1987)
- Implicații bioenergetice ale coloranților (1988) ș.a.

A publicat și lucrări privitoare la istoria chimiei (Figuri de chimiști români, 1964) și la relația științe - filosofie precum și eseuri (Gânduri, 5 vol.). Este fondatorul și redactorul responsabil al revistei internaționale "Cellulose Chemistry and Technology" și al "Memoriilor Secțiilor Științifice ale Academiei Române", seria a IV-a. Membru al academiilor de științe din Chișinău (1991), al Academiei de Științe din New York, al Academiei Ungare de Științe, al Academiei Internaționale de Știință a Lemnului (IAWS), al Academiei Europene de Științe și Arte, al societăților de chimie din Franța și S.U.A., al Societății de Chimie Industrială din Paris etc. Doctor honoris causa al Institutului Chimico - Tehnologic din Sofia. A fost distins cu Medalia de Aur a Societății Americane de Chimie (1976) și cu Ordinul Național "Steaua României" în grad de mare ofițer (2000).
A fost tatãl academicianului Bogdan Simionescu.
La împlinirea vârstei de 60 ani, profesorului Cristofor Simionescu revista Polymer Bulletin i-a dedicat un articol omagial.

## Varia
În anul 1976 a fost înlăturat din funcția de rector al Institutului Politehnic din Iași ca urmare a faptului că într-o discuție cu Erwin Wickert, ambasadorul RFG, i-a descris-o acestuia pe Elena Ceaușescu drept incultă și analfabetă. Discuția a fost înregistrată de Securitate.
Începând cu luna noiembrie a anului 2013, în memoria marelui savant, la Iași, în cadrul Facultății de Inginerie Chimică și Protecția Mediului (fosta Facultate de Chimie Industrială), se organizează concursul tematic de chimie care-i poartă numele.

## Distincții
- Ordinul Muncii clasa a II-a (14 septembrie 1953)[5]
- Medalia „40 de ani de la înființarea Partidului Comunist din Romînia” (6 mai 1961) „pentru merite în activitatea de partid și întărirea regimului democrat-popular”[6]
- Ordinul „23 August” clasa a III-a (10 august 1964) „pentru merite deosebite în opera de construire a socialismului, cu prilejul celei de a XX-a aniversări a eliberării patriei”[7]
- Ordinul „Tudor Vladimirescu” clasa a III-a (30 aprilie 1966) „cu prilejul celei de-a 45-a aniversări de la înființarea Partidului Partidului Comunist din România, pentru merite deosebite în opera de construire a socialismului”[8]
- Ordinul „Meritul Științific” clasa I (26 septembrie 1966) „pentru merite deosebite în activitatea științifică, cu prilejul Centenarului Academiei Republicii Socialiste România”[9]
- titlul de Om de știință emerit al Republicii Socialiste România (26 iunie 1969) „în semn de prețuire a personalului didactic pentru activitatea meritorie în domeniul instruirii și educării elevilor și studenților și a contribuției aduse la dezvoltarea învățămîntului și culturii din patria noastră”[10]
- Ordinul „Tudor Vladimirescu” clasa a II-a (7 mai 1981) „pentru rezultatele obținute în îndeplinirea cincinalului 1976–1980, pentru contribuția deosebită adusă la înfăptuirea politicii Partidului Comunist Român de făurire a societății socialiste multilateral dezvoltate în patria noastră, cu prilejul aniversării a 60 de ani de la făurirea Partidului Comunist Român”[11]